# Rochefort-du-Gard
Pour les articles homonymes, voir Rochefort.
Rochefort-du-Gard est une commune française située dans l'est du département du Gard, en région Occitanie. Elle fait partie du Grand Avignon.
Exposée à un climat méditerranéen, aucun cours d'eau permanent n'est répertorié sur la commune. La commune possède un patrimoine naturel remarquable composé de trois zones naturelles d'intérêt écologique, faunistique et floristique.
Rochefort-du-Gard est une commune rurale qui compte 8 067 habitants en 2022, après avoir connu une forte hausse de la population depuis 1962. Elle est dans l'unité urbaine de Rochefort-du-Gard et fait partie de l'aire d'attraction d'Avignon. Ses habitants sont appelés les Rochefortais ou  Rochefortaises.
Le patrimoine architectural de la commune comprend deux  immeubles protégés au titre des monuments historiques : l'église Le Castelas de Rochefort-du-Gard, inscrite en 2013, et le Sanctuaire de Notre-Dame-de-Grâce de Rochefort-du-Gard, inscrit en 2013.

## Géographie
Plans et vues satellite : 43° 58′ 24″ N, 4° 41′ 20″ E.

### Localisation
Rochefort du Gard est une ville à l'extrême est du département du Gard. La commune s'étend sur 3 403 hectares, ce qui en fait, après Avignon, la plus grande superficie de la communauté d'agglomération du Grand Avignon.
La ville se situe à proximité d'Avignon (à l'est), d’Orange (au nord), de Nîmes ou encore de Montpellier (au sud-ouest).

### Communes limitrophes
Les communes limitrophes sont Tavel, Les Angles, Domazan, Estézargues, Pujaut, Saint-Victor-la-Coste, Saze, Valliguières et Villeneuve-lès-Avignon.

### Climat
Pour des articles plus généraux, voir Climat de l'Occitanie et Climat du Gard.
En 2010, le climat de la commune est de type climat méditerranéen franc, selon une étude s'appuyant sur une série de données couvrant la période 1971-2000. En 2020, Météo-France publie une typologie des climats de la France métropolitaine dans laquelle la commune est exposée à un climat méditerranéen et est dans la région climatique Provence, Languedoc-Roussillon, caractérisée par une pluviométrie faible en été, un très bon ensoleillement (2 600 h/an), un été chaud (21,5 °C), un air très sec en été, sec en toutes saisons, des vents forts (fréquence de 40 à 50 % de vents > 5 m/s) et peu de brouillards.
Pour la période 1971-2000, la température annuelle moyenne est de 13,9 °C, avec une amplitude thermique annuelle de 17,7 °C. Le cumul annuel moyen de précipitations est de 727 mm, avec 5,7 jours de précipitations en janvier et 2,8 jours en juillet. Pour la période 1991-2020, la température moyenne annuelle observée sur la station météorologique la plus proche, située sur la commune de Pujaut à 8 km à vol d'oiseau, est de 14,6 °C et le cumul annuel moyen de précipitations est de 672,8 mm,. Pour l'avenir, les paramètres climatiques de la commune estimés pour 2050 selon différents scénarios d'émission de gaz à effet de serre sont consultables sur un site dédié publié par Météo-France en novembre 2022.

### Milieux naturels et biodiversité

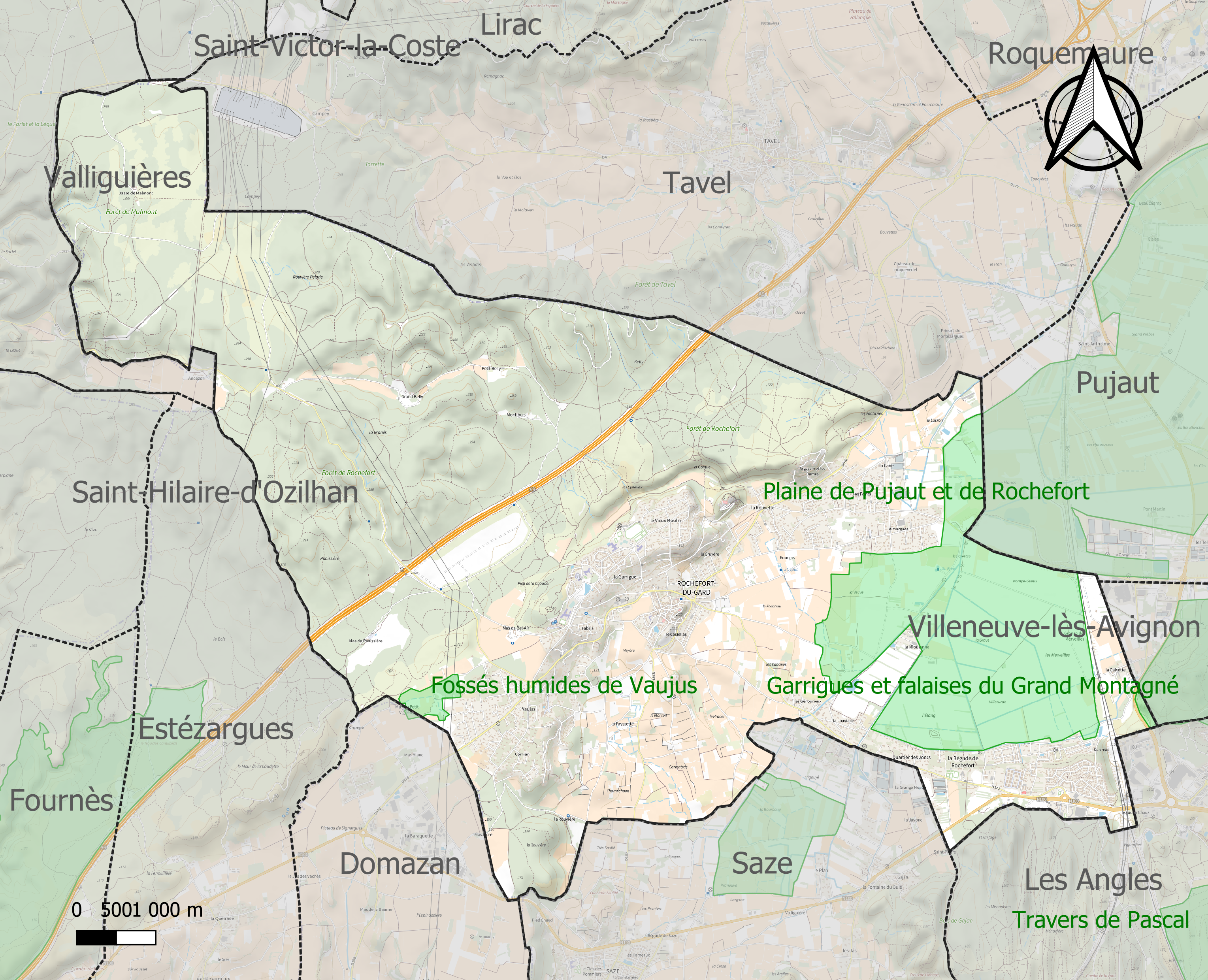
Carte des ZNIEFF de type 1 localisées sur la commune.

L’inventaire des zones naturelles d'intérêt écologique, faunistique et floristique (ZNIEFF) a pour objectif de réaliser une couverture des zones les plus intéressantes sur le plan écologique, essentiellement dans la perspective d’améliorer la connaissance du patrimoine naturel national et de fournir aux différents décideurs un outil d’aide à la prise en compte de l’environnement dans l’aménagement du territoire.
Trois ZNIEFF de type 1 sont recensées sur la commune :
- les « fossés humides de Vaujus » (13 ha), couvrant 2 communes du département[8] ;
- les « garrigues et falaises du Grand Montagné » (264 ha), couvrant 4 communes du département[9] ;
- la « plaine de Pujaut et de Rochefort » (1 368 ha), couvrant 3 communes du département[10] ;

## Urbanisme

### Typologie
Au 1er janvier 2024, Rochefort-du-Gard est catégorisée bourg rural, selon la nouvelle grille communale de densité à sept niveaux définie par l'Insee en 2022.
Elle appartient à l'unité urbaine de Rochefort-du-Gard, une unité urbaine monocommunale constituant une ville isolée,. Par ailleurs la commune fait partie de l'aire d'attraction d'Avignon, dont elle est une commune de la couronne,. Cette aire, qui regroupe 48 communes, est catégorisée dans les aires de 200 000 à moins de 700 000 habitants,.

### Occupation des sols

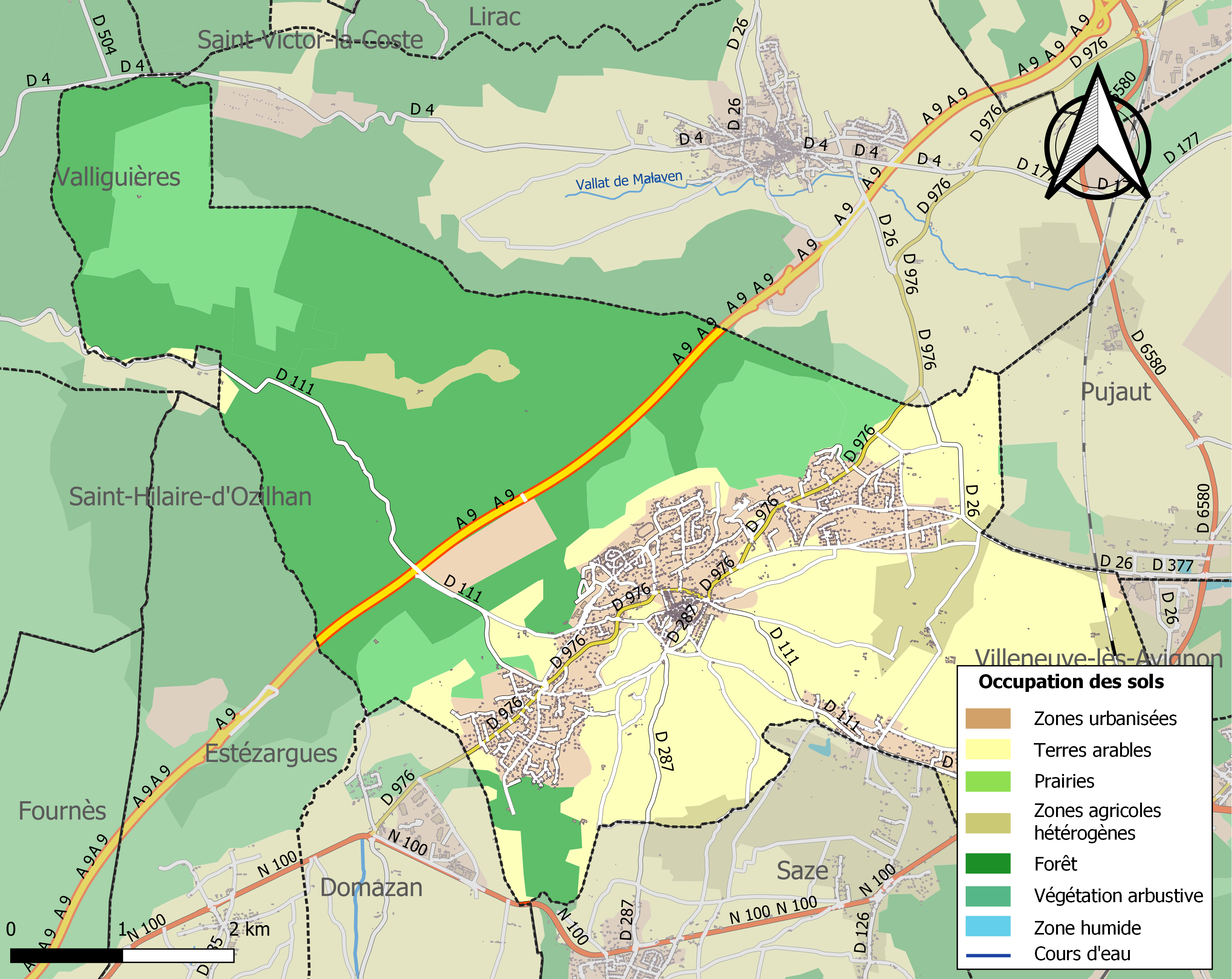
Carte des infrastructures et de l'occupation des sols de la commune en 2018 (CLC).

L'occupation des sols de la commune, telle qu'elle ressort de la base de données européenne d’occupation biophysique des sols Corine Land Cover (CLC), est marquée par l'importance des forêts et milieux semi-naturels (50,6 % en 2018), en diminution par rapport à 1990 (53,5 %). La répartition détaillée en 2018 est la suivante :
forêts (37,5 %), cultures permanentes (19,2 %), zones urbanisées (13,9 %), milieux à végétation arbustive et/ou herbacée (13,1 %), terres arables (7,9 %), zones agricoles hétérogènes (6,5 %), zones industrielles ou commerciales et réseaux de communication (1,9 %). L'évolution de l’occupation des sols de la commune et de ses infrastructures peut être observée sur les différentes représentations cartographiques du territoire : la carte de Cassini (XVIIIe siècle), la carte d'état-major (1820-1866) et les cartes ou photos aériennes de l'IGN pour la période actuelle (1950 à aujourd'hui).

### Structure urbaine
La commune de Rochefort-du-Gard présente une particularité : elle comprend deux agglomérations distinctes sur son territoire.
D'une part, le noyau urbain se compose du bourg et de toutes les commodités associées (commerces, administrations, lieux d'enseignement, etc.). D'autre part, à l'est du territoire communal et à proximité des zones urbanisées de la commune voisine des Angles, se trouve le quartier de la « Bégude de Rochefort ». Situé à près de 4 kilomètres à vol d'oiseau du centre de la commune, ce quartier est principalement composé de maisons individuelles sous forme de lotissements. En raison d'un certain isolement géographique, il dispose d'une mairie annexe. De nombreux commerces sont également présents dans ce quartier, aux abords de la N100, ce qui peut s'expliquer par la proximité de la zone commerciale des Angles.

### Voies de communication et transports

#### Voies routières
Les terres de Rochefort du Gard sont traversées par l'autoroute A9 (E15) au nord, cependant les entrées/sorties les plus proches de celle-ci se situent dans les villes de Remoulins ( 23) et de Roquemaure ( 22). La ville se situe près de la route nationale 100, qui part à l'ouest vers Remoulins, avant d'y rejoindre l'embranchement de l'A9 en direction de Nîmes, et à l'est vers Avignon.

#### Voies ferroviaires
Rochefort-du-Gard est traversée par la LGV Méditerranée, ligne ferroviaire à grande vitesse reliant le sud-est de la France à Paris. Les gares les plus proches sont celles de la ville d'Avignon, desservi par deux gares : la gare d'Avignon-Centre, gare historique située extra-muros face aux remparts, qui peut accueillir seulement les trains express régionaux (TER), et la gare d'Avignon TGV, dans la zone de « Courtine » au sud de la ville.

#### Transports en commun
Auparavant desservie par la société STDG (Société des Transports Départementaux du Gard), Rochefort-du-Gard est raccordée, depuis le 31 août 2009, au réseau Orizo (anciennement TCRA), transport urbain de la communauté d'agglomération du Grand Avignon, par la ligne 16,.

### Risques majeurs
Le territoire de la commune de Rochefort-du-Gard est vulnérable à différents aléas naturels : météorologiques (tempête, orage, neige, grand froid, canicule ou sécheresse), inondations, feux de forêts et séisme (sismicité modérée). Il est également exposé à un risque technologique,  le transport de matières dangereuses. Un site publié par le BRGM permet d'évaluer simplement et rapidement les risques d'un bien localisé soit par son adresse soit par le numéro de sa parcelle.

#### Risques naturels
La commune fait partie du territoire à risques importants d'inondation (TRI) d'Avignon – plaine du Tricastin – Basse vallée de la Durance, regroupant 90 communes du bassin de vie d'Avignon, Orange et de la basse vallée de la Durance, un des 31 TRI qui ont été arrêtés fin 2012 sur le bassin Rhône-Méditerranée. Il a été retenu au regard des risques de débordements du Rhône, de la Durance, de la Cèze, du Lez (84), de l'Ardèche, de l'Eygues, du Rieu (Foyro), de la Meyne, de l'Ouvèze, des Sorgues, des rivières du Sud-Ouest du mont Ventoux, de la Nesque, du Calavon et de l'Èze. Les crues récentes significatives sont celles d'octobre 1993 (Rhône-Lez), de janvier et novembre 1994 (Rhône, Durance, Calavon, Ouvèze), de décembre 1997, de  novembre 2000, de mai 2008 (Durance), de décembre 2003 (Rhône, Calavon), de septembre 1992 (Ouvèze), de septembre 2002 et de 2003 (Aygue, Rieu Foyro), de septembre 1958, de septembre 1992 (Ardèche), de septembre 1993 (Èze). Des cartes des surfaces inondables ont été établies pour trois scénarios : fréquent (crue de temps de retour de 10 ans à 30 ans), moyen (temps de retour de 100 ans à 300 ans) et extrême (temps de retour de l'ordre de 1 000 ans, qui met en défaut tout système de protection),. La commune a été reconnue en état de catastrophe naturelle au titre des dommages causés par les inondations et coulées de boue survenues en 1982, 1987, 1991, 2002, 2003, 2004 et 2008,.

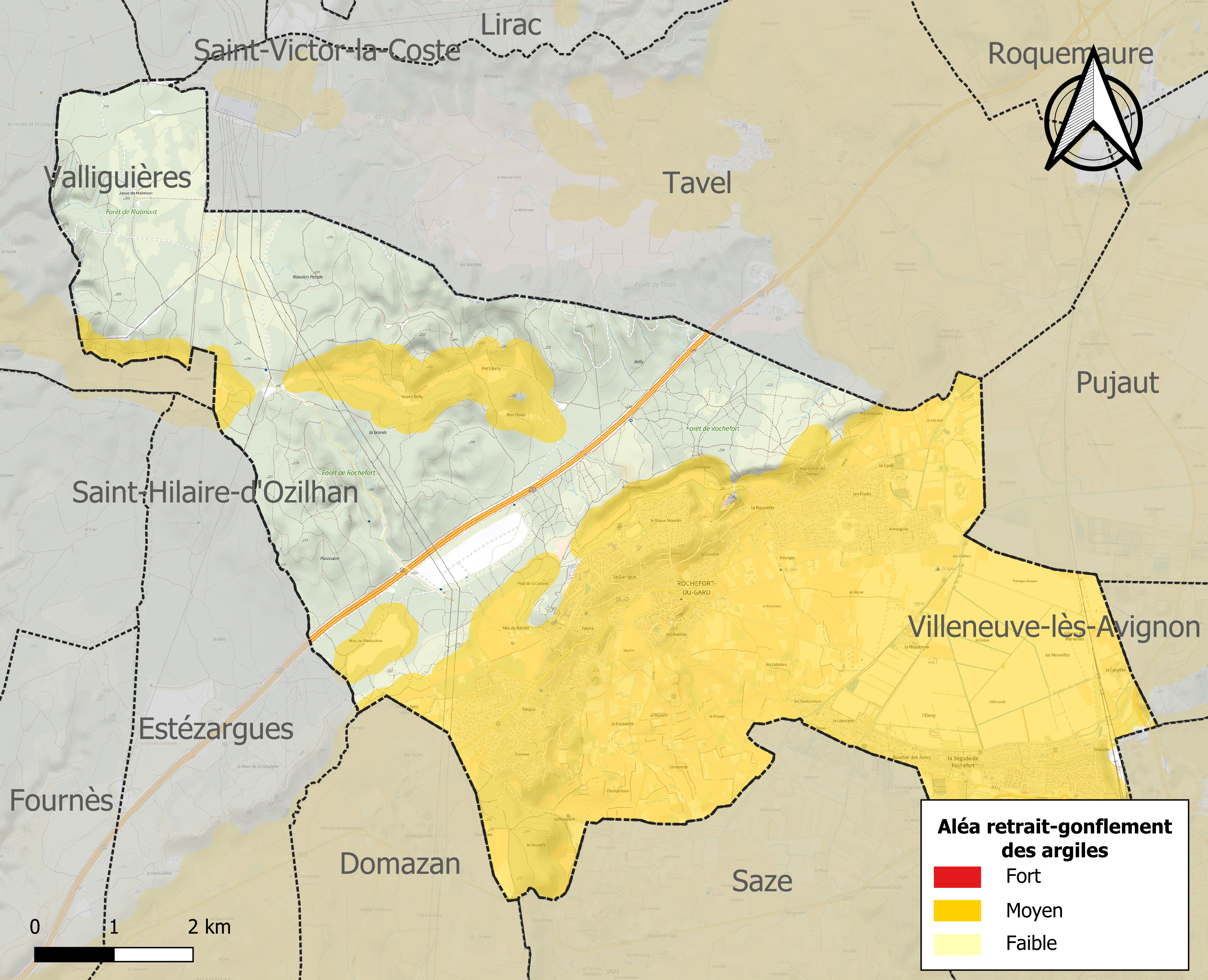
Carte des zones d'aléa retrait-gonflement des sols argileux de Rochefort-du-Gard.

Le retrait-gonflement des sols argileux est susceptible d'engendrer des dommages importants aux bâtiments en cas d’alternance de périodes de sécheresse et de pluie. 57,8 % de la superficie communale est en aléa moyen ou fort (67,5 % au niveau départemental et 48,5 % au niveau national). Sur les 2 941 bâtiments dénombrés sur la commune en 2019, 2938 sont en aléa moyen ou fort, soit 100 %, à comparer aux 90 % au niveau départemental et 54 % au niveau national. Une cartographie de l'exposition du territoire national au retrait gonflement des sols argileux est disponible sur le site du BRGM,.
Par ailleurs, afin de mieux appréhender le risque d’affaissement de terrain, l'inventaire national des cavités souterraines permet de localiser celles situées sur la commune.
Concernant les mouvements de terrains, la commune a été reconnue en état de catastrophe naturelle au titre des dommages causés par la sécheresse en 2017 et 2019 et par des mouvements de terrain en 2002.

#### Risques technologiques
Le risque de transport de matières dangereuses sur la commune est lié à sa traversée par des infrastructures routières ou ferroviaires importantes ou la présence d'une canalisation de transport d'hydrocarbures. Un accident se produisant sur de telles infrastructures est en effet susceptible d’avoir des effets graves au bâti ou aux personnes jusqu’à 350 m, selon la nature du matériau transporté. Des dispositions d’urbanisme peuvent être préconisées en conséquence.

## Toponymie
Rochefort-du-Gard apparaît pour la première fois, dans les chartes en 1169, sous le nom de Roca-Fortis,,,.
Elle apparaitra ensuite sous les noms de Rupis-Fortis (1292),, Castrum de Rupe-Forti (1312),, Terra et baronia Ruppis-Fortis (1329),, Locus de Ruppe-Forti (1384), Rochefort (1551),, Le prieuré de Roquefort (1620),, La communauté de Rochefort (1633 et 1736), ou bien encore Podium-Raynaudi, Pech-Reynaud, Notre-Dame-de-Grâce et Notre-Dame de Roque-Vermeille.
La commune de Rochefort s'appelle Rochefort-du-Gard depuis 1890, à la suite de la délibération du conseil municipal, le 5 octobre 1890, relative à l'établissement d'un service télégraphique à Rochefort, afin d'éviter toute confusion dans la transmission des dépêches télégraphiques avec les autres localités portant le nom de Rochefort ; celle-ci s'aligne ainsi sur la dénomination du bureau des postes. Sadi Carnot, président de la République française, signera un décret officialisant le changement du nom de la commune le 17 juillet 1891.

## Histoire

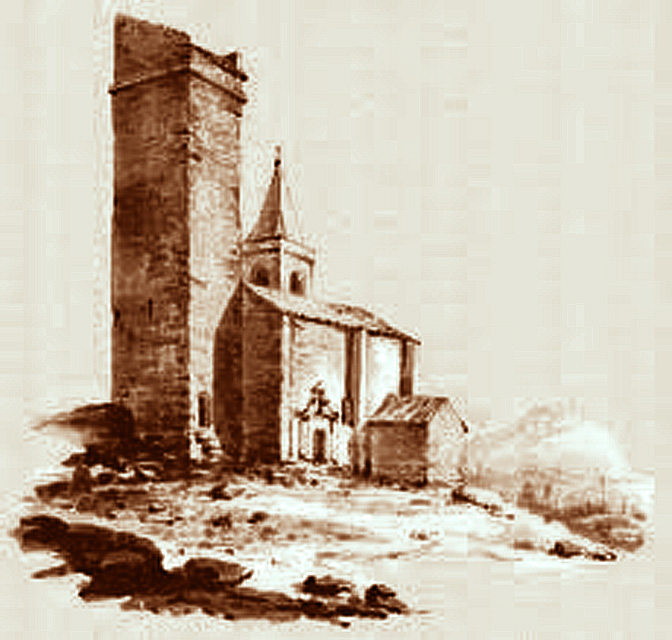
Tour du Castellas, au XIXe siècle, jouxtant l'église romane.

Les plus anciens vestiges découverts sur la commune remontent à la fin du Paléolithique, il y a 11 000 ans. Le site de « la grange des Merveilles » a été fouillé en 1995 sur le tracé du TGV dans la plaine de Pujaut. Il a révélé une petite occupation en bord d'étang, peut-être liée à des activités de pêche.
Rochefort faisait partie de viguerie de Roquemaure et du diocèse d'Uzès pour le temporel ; mais pour le spirituel, il appartenait au diocèse d'Avignon.
Aux XIe et XIIe siècles, l'abbaye Saint-André de Villeneuve-lès-Avignon y possédait le prieuré Sanctae Victoriae et l’église paroissiale Sancti Bardulphi (fin du XIIe seulement), et en percevait les revenus. Le pitancier du monastère était prieur de Rochefort.
Ce lieu se composait de 25 feux en 1384. Rochefort était le siège d'une baronnie qui comprenait : Domazan, Estézargues, Fournès, Pujaut, Saint-Hilaire-d'Ozilhan, Saze, Tavel et Valliguière.
Le prieuré de Saint-Bertulphe (Saint-Bardoux en languedocien), église paroissiale de Rochefort, fut uni en 1410 à Notre-Dame de Rochefort.
En 1866, Rochefort comptait 1 164 habitants, 626 femmes et 538 hommes, les Rochefortais aux armées ne sont pas comptés.

## Politique et administration

### Tendances politiques et résultats
Au référendum européen sur le traité de Maastricht (scrutin du 20 septembre 1992), sur 2 585 inscrits, 2 033 ont voté, ce qui représente une participation de 78,65 % du total, soit une abstention de 21,35 %. Il y a eu une victoire du non avec 1 074 voix (54,30 %) contre 904 voix (45,70 %) prononcées oui et 55 (2,71 %) de votes blancs ou nuls.
Au référendum sur la constitution européenne (scrutin du 29 mai 2005), sur 4 285 inscrits, 3 213 ont voté, ce qui représente une participation de 74,98 % du total, soit une abstention de 25,02 %. Il y a eu une victoire du contre avec 1 905 voix (60,42 %), 1 248 voix (39,58 %) s’étant prononcées pour et 60 (1,87 %) étant des votes blancs ou nuls.
À l’élection présidentielle de 2007, le premier tour a vu se démarquer en tête Nicolas Sarkozy (UMP) avec 35,32 %, suivi par Ségolène Royal (PS) avec 18,36 % et François Bayrou (UDF) avec 17,62 %, Jean-Marie Le Pen (FN) avec 15,25 %, puis aucun autre candidat ne dépassant les 5 %. Le second tour a vu arriver en tête Nicolas Sarkozy avec 64,25 % (résultat national : 53,06 %) contre 35,75 % pour Ségolène Royal (résultat national : 46,94 %).
Aux élections législatives de juin 2007, les électeurs de la commune, qui fait partie de la troisième circonscription du Gard, ont contribué à faire élire Jean-Marc Roubaud (UMP) avec 65,62 % des voix contre 58,79 % à l’échelle de la circonscription.
Aux élections européennes de 2009, sur 5 066 inscrits, 1 943 ont voté, ce qui représente une participation de 38,35 % du total, soit une abstention de 61,65 %. Les résultats sont Dominique Baudis (UMP) avec 32,41 % des voix, suivie de José Bové (Europe Écologie) avec 16,34 %, de Kader Arif (PS) avec 11,39 %, puis aucune autre liste n'a dépassé les 10 %.
Au premier tour de l'élection présidentielle de 2017, sur 6 091 inscrits, 5 131 ont voté, soit une participation de 84,24 %.
|                       | Votants | %       |
| --------------------- | ------- | ------- |
| Nicolas DUPONT AIGNAN | 291     | 5,79 %  |
| Marine LE PEN         | 1 543   | 30,71 % |
| Emmanuel MACRON       | 1 013   | 20,16 % |
| Benoît HAMON          | 148     | 2,95 %  |
| Nathalie ARTHAUD      | 19      | 0,36 %  |
| Philippe POUTOU       | 30      | 0,60 %  |
| Jacques CHEMINADE     | 13      | 0,26 %  |
| Jean LASALLE          | 68      | 1,35 %  |
| Jean-Luc MELENCHON    | 822     | 16,36 % |
| François ASSELINEAU   | 67      | 1,33 %  |
| François FILLON       | 1 010   | 20,16 % |
| Blanc                 | 73      | 1,20 %  |
| Nul                   | 34      | 0,56 %  |

Au second tour de l'élection présidentielle de 2017, sur 6 091 inscrits, 4 894 ont voté, soit une participation de 80,35 %.
|                 | Votants | %       |
| --------------- | ------- | ------- |
| Emmanuel MACRON | 2 287   | 52,62 % |
| Marine LE PEN   | 2 059   | 47,38 % |
| Blanc           | 411     | 6,75 %  |
| Nul             | 136     | 2,27 %  |

#### Élections législatives 2017
Député sortant : Patrice Prat (Divers gauche)
3e circonscription du Gard
| |                                                                               |                           |                           |                          |                          |
| |                                                                               | Premier tour 11 juin 2017 | Premier tour 11 juin 2017 | Second tour 18 juin 2017 | Second tour 18 juin 2017 |
| |                                                                               |                           |                           |                          |                          |
| |                                                                               | Nombre                    | % des inscrits            | Nombre                   | % des inscrits           |
| Inscrits | Inscrits                                                                      | 6 101                     | 100,00                    | 6 101                    | 100,00                   |
| Abstentions                                                                                                   | Abstentions                                                                   | 3 192                     | 52,32                     | 3 496                    | 57,30                    |
| Votants | Votants                                                                       | 2 909                     | 47,68                     | 2 605                    | 42,70                    |
| |                                                                               |                           | % des votants             |                          | % des votants            |
| Bulletins blancs                                                                                              | Bulletins blancs                                                              | 28                        | 0,46                      | 43                       | 0,70                     |
| Bulletins nuls                                                                                                | Bulletins nuls                                                                | 14                        | 0,23                      | 160                      | 2,62                     |
| Suffrages exprimés                                                                                            | Suffrages exprimés                                                            | 2 867                     | 45,99                     | 2 402                    | 39,37                    |
| |                                                                               |                           |                           |                          |                          |
| Candidat Etiquette politique (partis et alliances)                                                            | Candidat Etiquette politique (partis et alliances)                            | Voix                      | % des exprimés            | Voix                     | % des exprimés           |
| |                                                                               |                           |                           |                          |                          |
| | Anthony Cellier La République en marche !                                     | 1 070                     | 37,32                     | 1 373                    | 57,16                    |
| | Monique Tezenas du Montcel Front national                                     | 743                       | 25,92                     | 1 029                    | 42,84                    |
| | Muriel Dherbecourt Les Républicains (Union des démocrates et indépendants)    | 386                       | 13,45                     |                          |                          |
| | Geneviève Sabathé La France insoumise                                         | 331                       | 11,56                     |                          |                          |
| | Marie-Pierre Mercier Écologiste (Europe Écologie Les Verts)                   | 89                        | 3,10                      |                          |                          |
| | Jean Isnard Debout la France                                                  | 53                        | 1,85                      |                          |                          |
| | Alexandre Pissas Divers gauche (Parti radical de gauche)                      | 49                        | 1,71                      |                          |                          |
| | Léa Comushian Parti communiste français                                       | 37                        | 1,29                      |                          |                          |
| | Patricia Garnero Divers droite (Union des démocrates et indépendants (diss.)) | 32                        | 1,12                      |                          |                          |
| | Thierry Barnabé Divers (Union populaire républicaine)                         | 25                        | 0,87                      |                          |                          |
| | Marc Viot Écologiste (Mouvement 100 %)                                        | 23                        | 0,80                      |                          |                          |
| | Jean Egea Extrême gauche (Lutte ouvrière)                                     | 17                        | 0,59                      |                          |                          |
| | Frédérique Louvard-Hilaire Divers gauche (Nouvelle Donne)                     | 12                        | 0,42                      |                          |                          |
| Source : Ministère de l'Intérieur - Troisième circonscription du Gard - Résultats Mairie de Rochefort du Gard |                                                                               |                           |                           |                          |                          |

#### Élections européennes 2019
| Liste Parti politique    | Liste Parti politique | Voix  | %     |
| ------------------------ | --- | ----- | ----- |
|                          | La France insoumise La France insoumise, Parti de gauche, Gauche républicaine et socialiste et Mouvement républicain et citoyen                                                                                | 141   | 4,49  |
|                          | Une France royale au cœur de l’Europe Alliance royale | 0     | 0     |
|                          | La ligne claire Parti de l'in-nocence et Souveraineté, identité et libertés | 0     | 0     |
|                          | Parti pirate Parti pirate | 4     | 0,13  |
|                          | Renaissance soutenue par La République en marche, le MoDem et ses partenaires La République en marche, Mouvement démocrate, Agir, Mouvement radical, social et libéral, Alliance centriste et Parti écologiste | 679   | 21,64 |
|                          | Démocratie représentative La révolution est en marche | 0     | 0     |
|                          | Ensemble Patriotes et Gilets jaunes : pour la France, sortons de l’Union européenne ! Les Patriotes | 17    | 0,54  |
|                          | PACE – Parti des citoyens européens Parti des citoyens européens | 0     | 0     |
|                          | Urgence écologie Génération écologie, Mouvement écologiste indépendant et Mouvement des progressistes | 55    | 1,75  |
|                          | Liste de la reconquête Dissidence française | 1     | 0,03  |
|                          | Les Européens Union des démocrates et indépendants, Force européenne démocrate et La Gauche moderne | 50    | 1,59  |
|                          | Envie d’Europe écologique et sociale Parti socialiste, Place publique, Nouvelle Donne et Parti radical de gauche                                                                                               | 136   | 4,33  |
|                          | Parti fédéraliste européen – Pour une Europe qui protège ses citoyens Parti fédéraliste européen | 0     | 0     |
|                          | Mouvement pour l'initiative citoyenne Mouvement pour l'initiative citoyenne | 0     | 0     |
|                          | Le courage de défendre les Français avec Nicolas Dupont-Aignan. Debout la France ! – CNIP Debout la France et Centre national des indépendants et paysans                                                      | 97    | 3,09  |
|                          | Allons enfants Allons enfants, le parti de la jeunesse | 0     | 0     |
|                          | Décroissance 2019 Parti pour la décroissance | 1     | 0,03  |
|                          | Lutte ouvrière – contre le grand capital, le camp des travailleurs Lutte ouvrière | 12    | 0,38  |
|                          | Pour l’Europe des gens, contre l’Europe de l’argent Parti communiste français et République et socialisme | 48    | 1,53  |
|                          | Ensemble pour le Frexit Union populaire républicaine | 42    | 1,34  |
|                          | Liste citoyenne du Printemps européen avec Benoît Hamon soutenue par Génération.s et DéME-DiEM25 Génération.s                                                                                                  | 53    | 1,69  |
|                          | À voix égales Sans étiquette | 0     | 0     |
|                          | Prenez le pouvoir, liste soutenue par Marine Le Pen Rassemblement national | 1 042 | 33,21 |
|                          | Neutre et actif Sans étiquette | 0     | 0     |
|                          | Parti révolutionnaire Communistes Parti révolutionnaire Communistes | 0     | 0     |
|                          | Espéranto – langue commune équitable pour l’Europe Europe Démocratie Espéranto | 0     | 0     |
|                          | Évolution citoyenne Sans étiquette | 2     | 0,06  |
|                          | Alliance jaune, la révolte par le vote Sans étiquette | 27    | 0,86  |
|                          | Union de la droite et du centre Les Républicains, Les Centristes et Chasse, pêche, nature et traditions | 265   | 8,44  |
|                          | Europe Écologie Europe Écologie Les Verts, Alliance écologiste indépendante et Régions et peuples solidaires                                                                                                   | 381   | 12,14 |
|                          | Parti animaliste Parti animaliste | 80    | 2,55  |
|                          | Les oubliés de l'Europe – artisans, commerçants, professions libérales et indépendants – ACPLI Coordination nationale des indépendants                                                                         | 2     | 0,06  |
|                          | Union démocratique pour la liberté, égalité, fraternité (UDLEF) Union démocratique pour la liberté, égalité, fraternité                                                                                        | 0     | 0     |
|                          | Union pour une Europe au service des peuples Union des démocrates musulmans français | 3     | 0,10  |
|                          | |       |       |
| Votes valides            | Votes valides | 3 138 | 96,88 |
| Votes blancs             | Votes blancs | 63    | 1,95  |
| Votes nuls               | Votes nuls | 38    | 1,17  |
| Total                    | Total | 3 239 | 100   |
| Abstentions              | Abstentions | 2 690 | 45,37 |
| Inscrits / Participation | Inscrits / Participation | 5 929 | 54,63 |

### Liste des maires
| Période          | Période          | Identité          | Étiquette   | Qualité                                                                                                   |
| ---------------- | ---------------- | ----------------- | ----------- | --- |
| 1946             | 1971             | Robert Jauffret   |             | |
| 1971             | 15 novembre 2000 | André Savonne     | RPR         | Conseiller régional de Languedoc-Roussillon - chevalier de la légion d'honneur (décès en cours de mandat) |
| 16 novembre 2000 | mars 2001        | Josette Gautier   |             | Directrice de l'école Pie XII Maire adjoint sortante                                                      |
| mars 2001        | 2008             | Jean-Marie Pascal | PS puis PRG | |
| mars 2008        | mars 2014        | Patrick Vacaris   | UMP         | Conseiller Général du Gard (1994-2015)                                                                    |
| mars 2014        | 2020             | Dominique Ribéri  | UMP puis LR | |
| 2020             | En cours         | Rémy Bachevalier  | DVD-LR      | Conseiller departemental depuis 2021                                                                      |

### Canton
Rochefort-du-Gard fait partie du Canton de Villeneuve-lès-Avignon.

## Population et société

### Démographie
L'évolution du nombre d'habitants est connue à travers les recensements de la population effectués dans la commune depuis 1793. Pour les communes de moins de 10 000 habitants, une enquête de recensement portant sur toute la population est réalisée tous les cinq ans, les populations de référence des années intermédiaires étant quant à elles estimées par interpolation ou extrapolation. Pour la commune, le premier recensement exhaustif entrant dans le cadre du nouveau dispositif a été réalisé en 2006.

En 2022, la commune comptait 8 067 habitants, en évolution de +7,59 % par rapport à 2016 (Gard : +2,97 %, France hors Mayotte : +2,11 %).
| 1793 | 1800 | 1806 | 1821 | 1831 | 1836 | 1841 | 1846  | 1851 |
| ---- | ---- | ---- | ---- | ---- | ---- | ---- | ----- | ---- |
| 780  | 767  | 746  | 889  | 935  | 918  | 960  | 1 042 | 729  |

| 1856  | 1861  | 1866  | 1872  | 1876  | 1881  | 1886 | 1891 | 1896 |
| ----- | ----- | ----- | ----- | ----- | ----- | ---- | ---- | ---- |
| 1 141 | 1 167 | 1 164 | 1 065 | 1 072 | 1 030 | 994  | 929  | 897  |

| 1901 | 1906 | 1911 | 1921 | 1926 | 1931 | 1936 | 1946 | 1954 |
| ---- | ---- | ---- | ---- | ---- | ---- | ---- | ---- | ---- |
| 852  | 850  | 781  | 687  | 636  | 711  | 709  | 698  | 684  |

| 1962 | 1968 | 1975  | 1982  | 1990  | 1999  | 2006  | 2011  | 2016  |
| ---- | ---- | ----- | ----- | ----- | ----- | ----- | ----- | ----- |
| 783  | 910  | 1 128 | 2 018 | 4 107 | 5 821 | 6 667 | 7 443 | 7 498 |

| 2021  | 2022  | - | - | - | - | - | - | - |
| ----- | ----- | - | - | - | - | - | - | - |
| 7 921 | 8 067 | - | - | - | - | - | - | - |

### Établissements d’enseignement
Rochefort-du-Gard compte plusieurs établissements scolaires :
- École maternelle Les Eynavay ;
- École primaire Le Vieux Moulin ;
- École élémentaire Saint-Exupéry ;
- École élémentaire privée Pie XII ;
- Collège Claudie Haigneré.

### Sports
Rochefort-du-Gard dispose de plusieurs infrastructures sportives : la salle polyvalente Jean Galia, le complexe sportif du Vieux Moulin et son stade André Savonne ainsi que la Halle des sports du collège Claudie Haigneré. Ces infrastructures sont utilisées par divers clubs, tels le club de football Entente sportive Rochefort Signargues, un club de judo, le club d'athlétisme Rochefort Sport Athlétisme (RSA), un club d'escalade Rochefort-escalade et le club de tennis. Mais également des associations sportives tels que l'association KDance, le badminton loisir Rochefort du Gard.
Rochefort-du-Gard est aussi connue pour la Ronde Du Castelas, organisée chaque année au mois de novembre, depuis 2000.
On peut également citer la randonnée VTT « la Randonnée des Garrigues » organisée par le VTT Club de Rochefort-du-Gard qui a lieu généralement en avril. Mais également « Les foulées des vignerons du Castelas », une course ayant lieu tous les ans.

### Écologie et recyclage
La collecte et traitement des déchets des ménages et déchets assimilés et le contrôle de la qualité de l'air se fait dans le cadre de la communauté d'agglomération du Grand Avignon, elle-même adhérente au SIDOMRA (Syndicat mixte pour la valorisation des déchets du pays d'Avignon).

## Culture et patrimoine

### Héraldique
|  | Les armoiries de Rochefort sont d'azur, à une bande losangée d'or et de gueules,. |

### Devise
Sa devise actuelle est « Lou soulèu lusis pèr touti ! », qui signifie littéralement « Le soleil luit pour tous ».

### Lieux et monuments

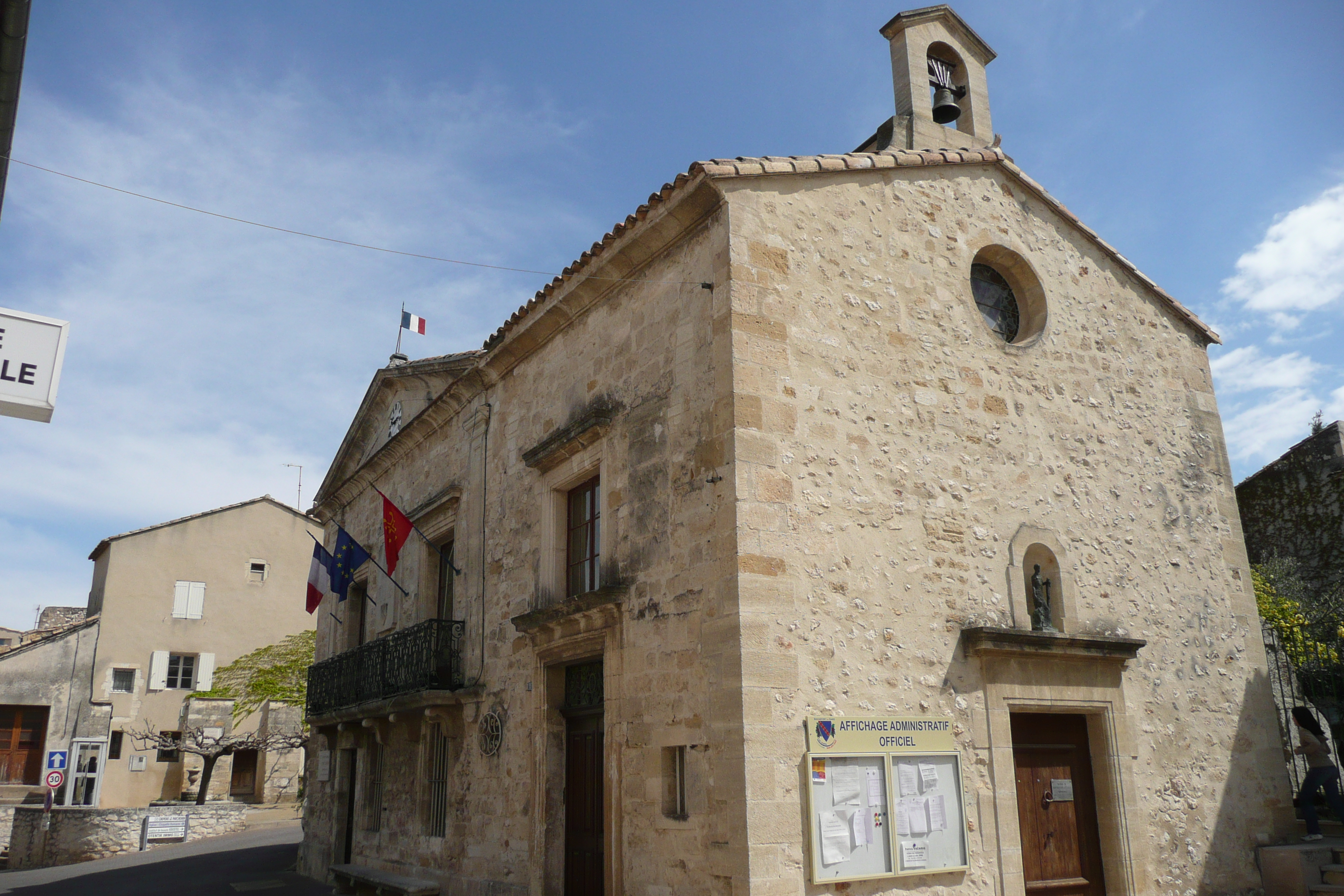
Ancienne chapelle Saint-Joseph, hôtel de ville depuis 1825.

#### LachapelleSaint-Joseph(ancienne mairie)
Sa construction date de décembre 1729, époque à laquelle Pierre Palejay, bourgeois du pays, la fit bâtir, en remplacement de la veille église du Castelas devenue vétuste et peu commode d’accès. On utilisera des pierres de l’ancien château pour la construire. Cette chapelle fut bénie le 2 octobre 1734. Cette chapelle transformée en 1825 en mairie, servira d’école et de logement pour l'instituteur communal jusqu’au début de la Troisième République.
L'actuelle mairie se trouve désormais dans les locaux de l'ancienne école communale du Jardinet. Le bâtiment a entièrement été réhabilité et modernisé. La mairie a été inaugurée le 14 juillet 2012.
Le milieu de la voûte de la salle des délibérations, ancienne « Salle des mariages », porte une pierre qui constate sa fondation. Elle représente un petit écusson ayant deux lettres (PP) placées en sautoir sur une petite croix, et autour les quatre chiffres formant 1734. Au-dessus de l’ancienne porte d’entrée de la chapelle, on remarque les deux lettres PP sur la grille en fer forgé.

#### Le Castelas
- Le Castelas de Rochefort-du-Gard est un édifice qui a été inscrit au titre des monuments historiques en 2013[63].

Elle est la première église paroissiale consacrée à saint Bardulphe (en patois, saint Bardoux), abbé du monastère de Bobbio, en Italie. La chapelle qui touche la sacristie était consacrée au culte de saint Alzias, et celle de face à la Vierge. Son cimetière occupait l'éminence placée près de la source qui fournit les eaux au pays ; on y voit encore au milieu des vignes, les restes mutilés d'un oratoire témoin muet, mais pourtant éloquent, des grandes vicissitudes de la contrée. Elle existait déjà en 1195 puisqu’elle figurait sur la liste des possessions de l’Abbaye Saint-André. Elle faisait partie de l'enceinte féodale et domine toutes les constructions de Rochefort.
Le 4 juin 1602, les consuls protestèrent contre le pitancier de l'abbaye du monastère Saint-André, de ce qu'il ne leur faisait point reconstruire leur église, et souffrait que le service divin eût lieu dans le cellier de la maison claustrale. L'affaire traîna en longueur jusqu'au 5 juin 1634, époque à laquelle on s'occupa des travaux ; l'érection du clocher fut comprise dans les réparations.
En 1623, nous trouvons une série d’ordonnances de Richelieu qui donnent l’ordre de démolir les fortifications des villages de la région ; l’ordonnance de la démolition des remparts de Rochefort reste introuvable ; après les guerres de religion, les fortifications de Rochefort, en état de ruines, n’ont certainement pas été relevées, l’ordonnance devenait inutile, par la suite il est fort probable que la majeure partie des ruines de l’ancien rempart finiront dans le clocher en 1650. À présent, le monument est utilisé comme salle d'exposition ou d'évènements culturels.
L'abside, unique débris épargné par les guerres du XVIe siècle, présente seule une certaine élégance et offre les caractères dont sont empreints les premiers monuments du christianisme. De style roman, fortement remaniée au XVIIe siècle, son chœur voûté en cul-de-four est décoré par une bande de dents d’engrenage qui date de la première moitié du XIIe siècle. Les fresques remontent à 1608. La nef a gardé son bénitier mais a perdu sa cuve baptismale de même style qui se trouve désormais dans l’église du village. Tel quel, isolé maintenant par la destruction des maisons qui l’entouraient, battu des vents, cuit par le soleil, il offre l’image d’un beau vaisseau tranquille avec son clocher comme un mat, défiant les siècles et les modes. Il conserve deux cloches : celle de l’ouest fondue en 1641, et celle du sud refondue en 1954.

#### L’église paroissiale Saint Bardulphe

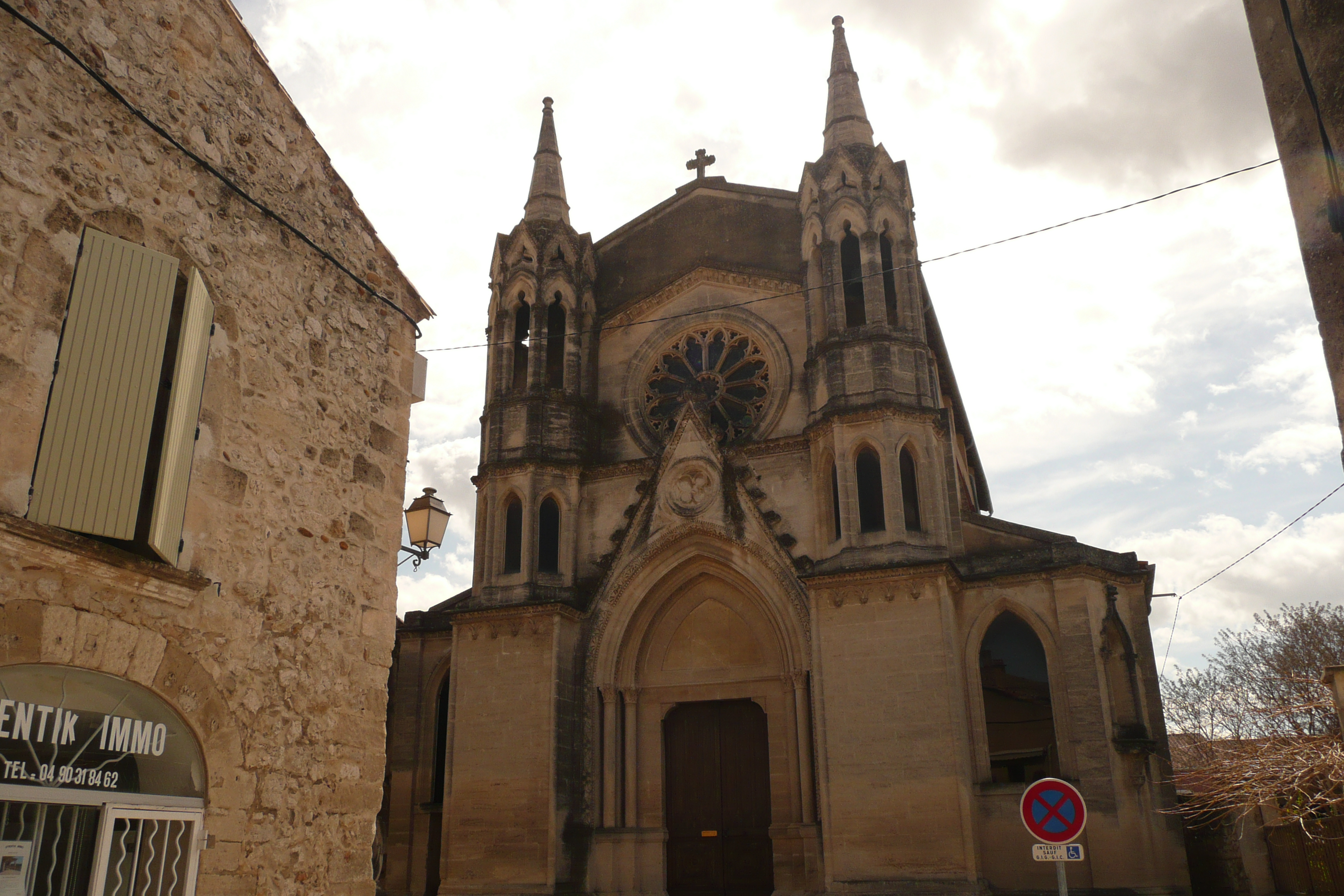
Église paroissiale Saint-Bardulphe.

Cet élégant édifice, inauguré le 11 avril 1849, appartient à l'architecture gothique ; aigu de forme, hardi d'attitude, il montre avec orgueil son portail tout déchiqueté de sculptures. La grande rosace centrale est d'une ténuité charmante. La porte, avec ses colliers d'arabesques que couronne un gracieux chevron entouré de flammes, est flanquée de deux fenêtres et de deux niches taillées dans les angles de la façade. Cette partie possède, en outre, deux tourelles légèrement saillantes ; elles se composent d'un stylobate d'environ quatre mètres de hauteur, surmonté de deux étages hexagones, percés de fenêtre sur chaque face, au travers desquelles l'on découvre l'arête sinueuse d'un escalier à vis. La composition de cette façade présente une similitude frappante avec celle de l'église Saint-Pons de Sommières bâtie dix ans plus tard.
L'intérieur n'est pas moins remarquable; il renferme trois nefs. La voûte de la principale, ornée d'entrelacs losangés, s'appuie sur douze colonnettes, terminées par des pendentifs finement ciselés. Dix fenêtres occupent les entre-colonnes.
Dix portiques, élevés sur douze colonnes, communiquent aux bas-côtés, convenablement éclairés par des fenêtres à rosaces. Trois autres portiques, placés près de l'entrée, soutiennent une tribune ourlée d'une capricieuse bordure. Les côtés du sanctuaire possèdent deux niches parallèles dont les encadrements sont pleins d'élégance et de légèreté.
Trois autels en marbre décorent le fond des nefs. Parmi les peintures, nous citerons les douze stations de la Passion douloureuse ; les lignes des personnages en sont sévères et les couleurs fortement senties. La boiserie de la chaire attire également une attention particulière, c'est un véritable chef-d'œuvre artistique. (cette chaire sera supprimée en 1988). Cette église peut être considérée comme une des plus complètes et des plus harmonieuses de toutes celles qui existent dans le département. Dans cette œuvre, M. Bourdon a fait preuve du goût qui le caractérisait.
L’église sera entièrement réalisée avec des pierres extraites de carrières de la région, pas de récupération locale.
En 1931 l’église se lézarde, les murs s’écartent sous la pression de la toiture, de grosses modifications sont envisagées, le maçon Vidal de Beaucaire place des tirants sur les murs latéraux et rehausse ceux-ci, (à l’extérieur, on peut remarquer cette reprise, des cartes postales anciennes la représentent sous son ancien aspect), cela permet de poser la toiture sur des poutres, et ainsi supprimer la poussée latérale. Le sol dallé en pierre sera refait en carrelages, à cette époque, l’abbé Hébrard officiait alors la paroisse, il fera enterrer sous la chaire, un seau de maçon plein de pièces de un sou, elles étaient démonétisées.
Les dates de la construction ainsi que celles des différentes restaurations sont gravées sur le premier pilier de gauche. (1849 - 1931 - 1988).
En 1954, une cloche neuve sera installée dans le clocher côté droit. Elle sera bénie le même jour que celle du Castelas.

#### L’aqueduc de Signargues
En 1867, après huit années de formalités administratives, le projet de percement de l'aqueduc de Signargues est en bonne voie. Un descriptif précis des travaux nous éclaire sur la façon dont ces derniers se sont réalisés. À partir de Vaujus, 700 mètres sont percés en tunnel, les derniers 200 mètres sont réalisés à ciel ouvert. Trois puits, creusés à intervalle, permettront d'évacuer les remblais. Ces derniers seront étendus sur les terrains communaux et sur un chemin, marqués par les lettres A et B sur le plan. Ce plan est publié avec les numéros des parcelles et les noms des propriétaires.
M. Bègue, architecte du projet, prévoit six mois pour sa réalisation ; il aura fallu finalement 6 ans.
En 1869, les travaux de percement du souterrain de Signargues marquent le pas. Les habitants du village n'ont pas envie de passer un nouvel été sans eau, le 3 février 1869, le directeur des travaux publics fait un constat impitoyable. Extrait de sa déclaration, il dénonce le maçon de Rochefort qui a pris l'adjudication des travaux :
« Par son manque de prévoyance et son incapacité plusieurs malheurs étaient arrivés dans la galerie, d'abord lui M. s'enterra dans un éboulement, et un autre ouvrier eut le même sort et enfin un troisième ouvrier se tuait.
C'était alors vers la fin août, personne ne voulait plus travailler dans cette galerie, vu le peu de précaution que Marquis prenait de ses cintres et de ses étançonnements, au point qu'il réduisit son chantier à quatre ouvriers et des plus incapables, qu'il maintenait là, pour que l'on ne puisse pas dire qu'il avait totalement quitté le chantier, enfin M. Marquis était complètement découragé... »
Les quelques initiés qui ont visité le tunnel se demandent bien pourquoi il serpente, ce n'était qu'une fantaisie, résultat de l'incompétence du premier maçon.
Notre cher directeur des travaux, M. Bègue nous sort alors un nouvel entrepreneur de son chapeau, le nommé Denoos, tous les problèmes devaient être réglés par sa seule compétence. Mais les problèmes s'accumuleront encore et l'eau ne sera pas là cet été et il faudra en passer 6 pour avoir la satisfaction de voir couler abondamment la fontaine. Le délai de réalisation donné dans le cahier de charge était de 6 mois, les travaux dureront 6 ans, bravo à l'architecte M. Bègue d'Uzès, pour des raisons inconnues à ce jour, ce dernier n'a pas suivi les travaux jusqu'à la fin, il a été remplacé par un autre architecte originaire d'Orange. C'est ce dernier qui apportera des modifications en 1874 à la fontaine principale, initialement mal calculée, un dénivelé insuffisant ne permettait pas d'alimenter correctement tous les quartiers du village.

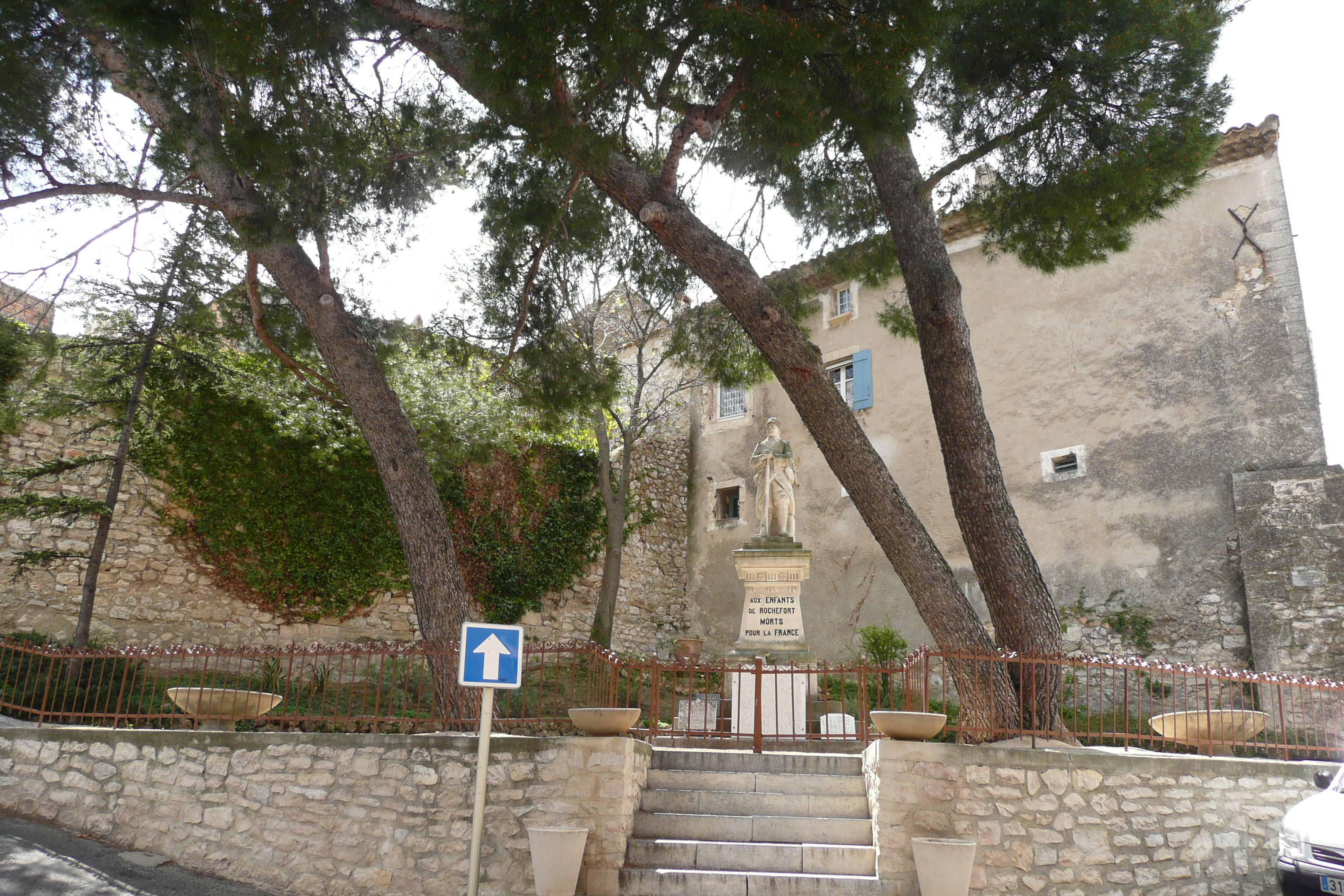
Le jardin de Notre-Dame-de-Grâce.

#### La Fontaine de l’Ange
En 1821, c'est la fin de grands travaux d'adduction d'eau et une canalisation des sources de Vaujus au cœur du village est enfin opérationnelle. Cette fontaine, placé devant la maison commune, a été construite une première fois en 1859, modifiée en 1874 et supprimée en 1963 lors de l’adduction d’eau de la ville. Elle fut reconstruite en 2003 par l’association rochefortaise “Aïgo I Font”, l’aide de la population, de la F.C.M.B (Fédération compagnonnique des Métiers du Bâtiment) et le soutien de la commune. Quelques pierres et éléments en fonte sont d’origine.

#### Sanctuaire de Notre-Dame-de-Grâce

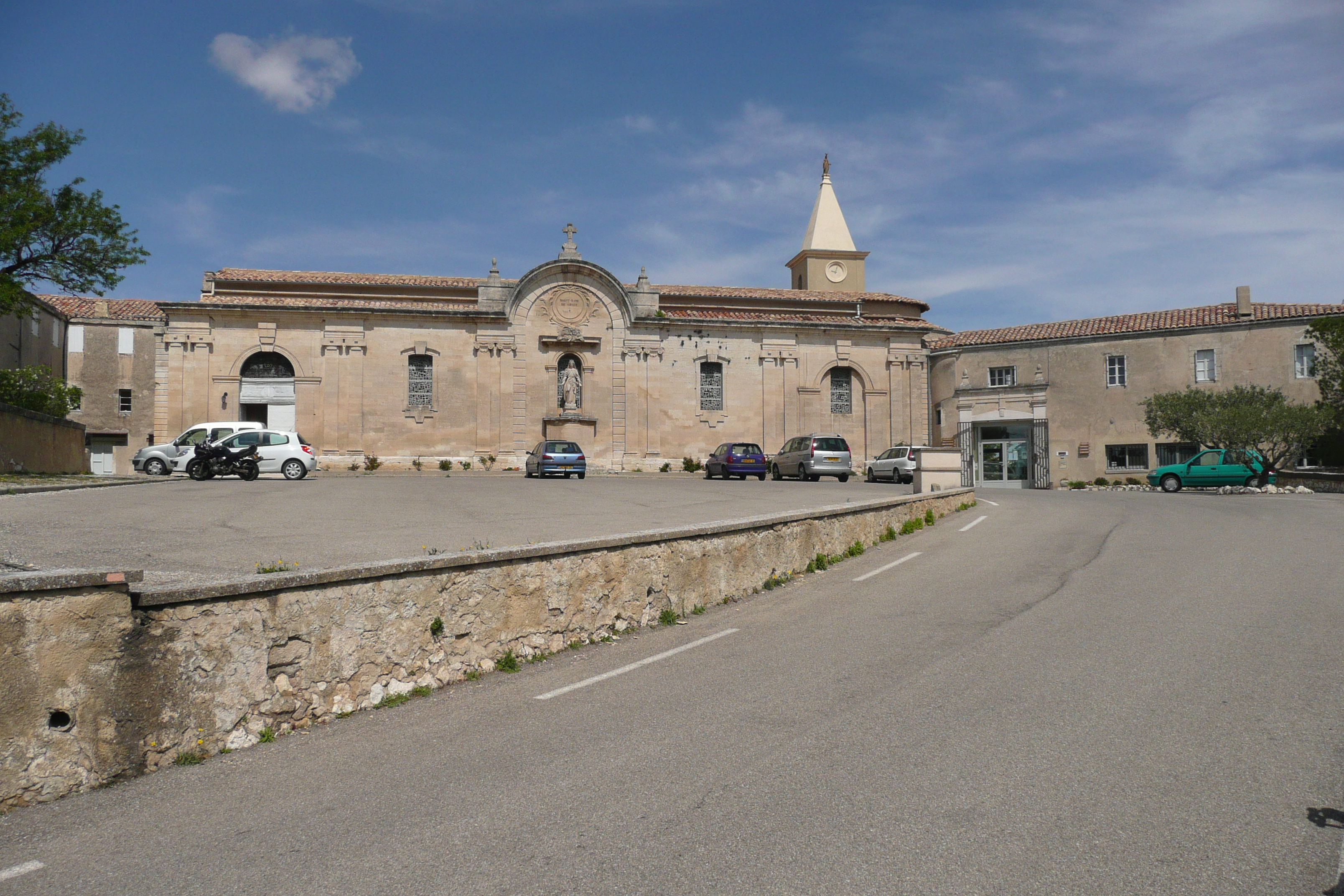
Sanctuaire de Notre-Dame-de-Grâce.

Il fut construit à l’époque carolingienne par Charlemagne en 798. Au XVIIe siècle, il subit un renouveau lié à la réforme catholique, tant dans le domaine de la piété que dans celui des bâtiments entièrement rénovés et agrandis. Ravagé au XVIIIe siècle, il fut restauré au XIXe siècle en monastère bénédictin en 1836 jusqu'à la Révolution[Quoi ?]. À partir de 1964, il fut transformé en foyer de charité.
Le sanctuaire de Notre-Dame-de-Grâce (en totalité, l'église et l'aile des moines au nord avec les façades et toitures de l'aile de l'hôtellerie située à l'ouest de l'église et de l'aile de l'accueil située à l'est de l'église, ainsi qu'en totalité les stations du chemin de croix du calvaire) a été inscrit au titre des monuments historiques en 2013. Plusieurs objets sont référencés dans la base Palissy (voir les notices liées).

## Économie

### Revenus
En 2018  (données Insee publiées en septembre 2021), la commune compte 3 066 ménages fiscaux, regroupant 7 942 personnes. La médiane du revenu disponible par unité de consommation est de 23 580 € (20 020 € dans le département). 58 % des ménages fiscaux sont imposés (43,9 % dans le département).

### Emploi
|                | 2008   | 2013  | 2018  |
| -------------- | ------ | ----- | ----- |
| Commune        | 7,4 %  | 6,7 % | 8,9 % |
| Département    | 10,6 % | 12 %  | 12 %  |
| France entière | 8,3 %  | 10 %  | 10 %  |

En 2018, la population âgée de 15 à 64 ans s'élève à 4 952 personnes, parmi lesquelles on compte 75,6 % d'actifs (66,7 % ayant un emploi et 8,9 % de chômeurs) et 24,4 % d'inactifs,. Depuis 2008, le taux de chômage communal (au sens du recensement) des 15-64 ans est inférieur à celui de la France et du département.
La commune fait partie de la couronne de l'aire d'attraction d'Avignon, du fait qu'au moins 15 % des actifs travaillent dans le pôle,. Elle compte 1 193 emplois en 2018, contre 1 159 en 2013 et 1 078 en 2008. Le nombre d'actifs ayant un emploi résidant dans la commune est de 3 351, soit un indicateur de concentration d'emploi de 35,6 % et un taux d'activité parmi les 15 ans ou plus de 61,3 %.
Sur ces 3 351 actifs de 15 ans ou plus ayant un emploi, 674 travaillent dans la commune, soit 20 % des habitants. Pour se rendre au travail, 90,2 % des habitants utilisent un véhicule personnel ou de fonction à quatre roues, 3,2 % les transports en commun, 3,4 % s'y rendent en deux-roues, à vélo ou à pied et 3,3 % n'ont pas besoin de transport (travail au domicile).

### Activités hors agriculture

#### Secteurs d'activités
578 établissements sont implantés  à Rochefort-du-Gard au 31 décembre 2019. Le tableau ci-dessous en détaille le nombre par secteur d'activité et compare les ratios avec ceux du département,.
| Secteur d'activité                                                                                        | Commune | Commune | Département |
| Secteur d'activité                                                                                        | Nombre  | %       | %           |
| --- | ------- | ------- | ----------- |
| Ensemble                                                                                                  | 578     | 100 %   | (100 %)     |
| Industrie manufacturière, industries extractives et autres                                                | 34      | 5,9 %   | (7,9 %)     |
| Construction                                                                                              | 111     | 19,2 %  | (15,5 %)    |
| Commerce de gros et de détail, transports, hébergement et restauration                                    | 140     | 24,2 %  | (30 %)      |
| Information et communication                                                                              | 17      | 2,9 %   | (2,2 %)     |
| Activités financières et d'assurance                                                                      | 20      | 3,5 %   | (3 %)       |
| Activités immobilières                                                                                    | 19      | 3,3 %   | (4,1 %)     |
| Activités spécialisées, scientifiques et techniques et activités de services administratifs et de soutien | 103     | 17,8 %  | (14,9 %)    |
| Administration publique, enseignement, santé humaine et action sociale                                    | 72      | 12,5 %  | (13,5 %)    |
| Autres activités de services                                                                              | 62      | 10,7 %  | (8,8 %)     |

Le secteur du commerce de gros et de détail, des transports, de l'hébergement et de la restauration est prépondérant sur la commune puisqu'il représente 24,2 % du nombre total d'établissements de la commune (140 sur les 578 entreprises implantées  à Rochefort-du-Gard), contre 30 % au niveau départemental.

#### Entreprises et commerces
Les cinq entreprises ayant leur siège social sur le territoire communal qui génèrent le plus de chiffre d'affaires en 2020 sont : 
- DYC, supérettes (8 470 k€) ;
- Pharmacie Saguer, commerce de détail de produits pharmaceutiques en magasin spécialisé (783 k€) ;
- Grema NJ, conseil pour les affaires et autres conseils de gestion (345 k€) ;
- Erb Services, ingénierie, études techniques (314 k€) ;
- Sud Quincaillerie, commerce de détail de quincaillerie, peintures et verres en petites surfaces (moins de 400 m2) (300 k€).

Il existe sur le territoire de la commune plusieurs boutiques de vins des vignobles de Rochefort-du-Gard.

#### Industrie et artisanat
Une centrale solaire de 11 MWc a été inaugurée en juillet 2013 par NEOEN. Elle couvre 30 hectares au bord de l'autoroute A9 ; sa production annuelle de 16,5 GWh couvrira les besoins en électricité de plus de 7 000 habitants, soit la population de la ville ; le conseil municipal de la commune de Rochefort du Gard a initié ce projet dès 2008, et le projet a été retenu à l'appel d'offres de la Commission de régulation de l'énergie de 2012 ; l'électricité produite est vendue à EDF au prix de 150 €/MWh pendant 20 ans,.

### Agriculture

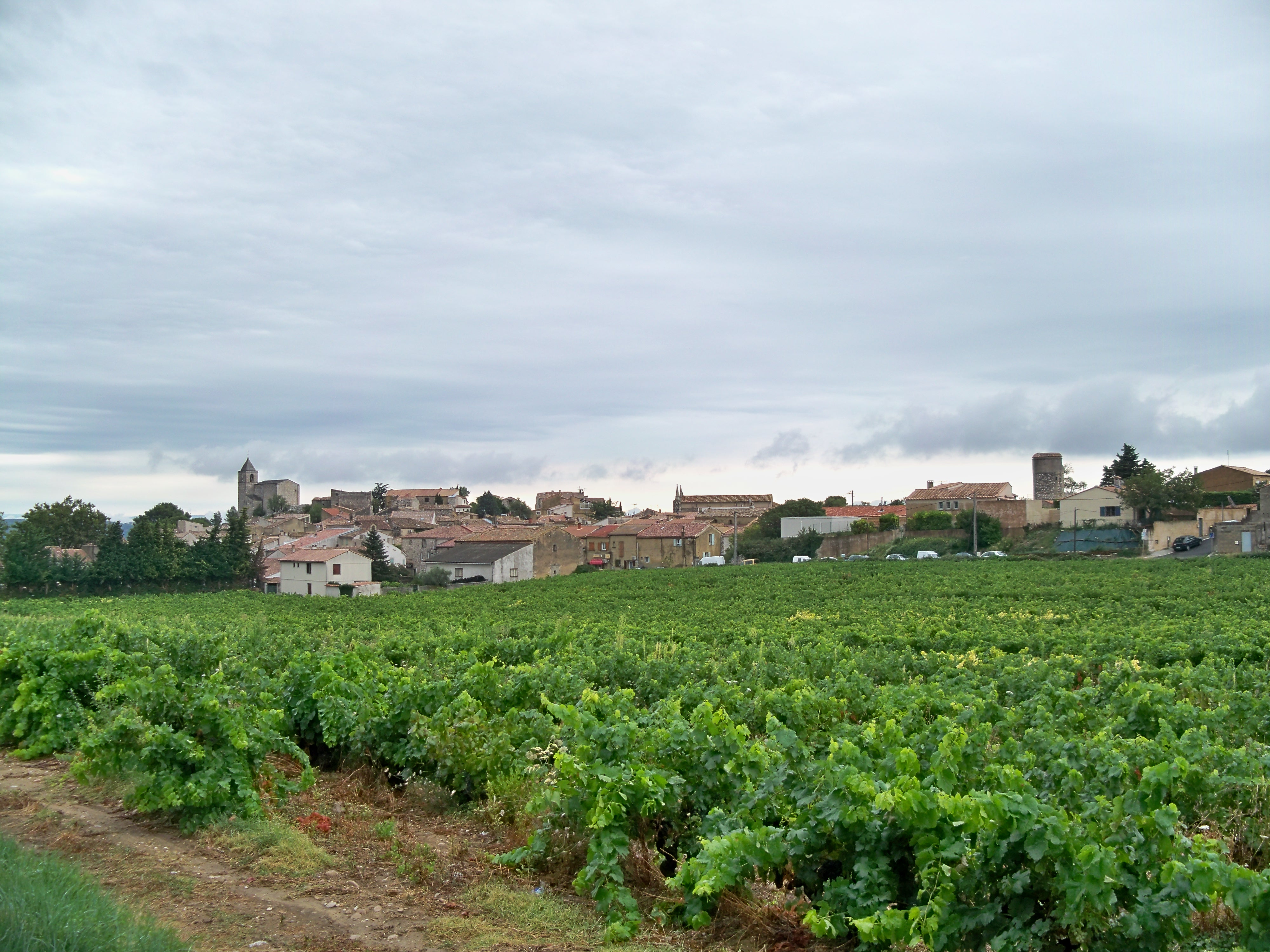
Vignes près de Rochefort-du-Gard.

Une grande partie des terres agricoles de la commune sont plantées de vignes, en vue de la production de vins d'appellation Signargues (AOC) et Côtes-du-rhône villages. Les producteurs sont regroupés autour d'une coopérative vinicole.
La commune est dans la vallée du Rhône, une petite région agricole occupant la frange est du département du Gard. En 2020, l'orientation technico-économique de l'agriculture  sur la commune est la viticulture. 
|               | 1988 | 2000 | 2010 | 2020 |
| ------------- | ---- | ---- | ---- | ---- |
| Exploitations | 88   | 72   | 47   | 30   |
| SAU (ha)      | 896  | 967  | 793  | 614  |

Le nombre d'exploitations agricoles en activité et ayant leur siège dans la commune est passé de 88 lors du recensement agricole de 1988  à 72 en 2000 puis à 47 en 2010 et enfin à 30 en 2020, soit une baisse de 66 % en 32 ans. Le même mouvement est observé à l'échelle du département qui a perdu pendant cette période 61 % de ses exploitations,. La surface agricole utilisée sur la commune a également diminué, passant de 896 ha en 1988 à 614 ha en 2020. Parallèlement la surface agricole utilisée moyenne par exploitation a augmenté, passant de 10 à 20 ha.